# Epidonta variegata
Epidonta variegata är en fjärilsart som beskrevs av Aurivillius 1904. Epidonta variegata ingår i släktet Epidonta och familjen tandspinnare. Inga underarter finns listade i Catalogue of Life.